# Коваль Ігор Федорович
Ігор Федорович Коваль (нар. 9 жовтня 1973) — український футболіст, що грав на позиції захисника. Відомий насамперед виступами за футбольний клуб «Нива» (Вінниця) у вищій українській лізі. Після закінчення виступів на футбольних полях — український футбольний тренер та функціонер.

## Клубна кар'єра
Ігор Коваль розпочав виступи на футбольних полях у команді вищої української ліги «Нива» з Вінниці, в складі якої дебютував у першому чемпіонаті незалежної України, зігравши 9 матчів у чемпіонаті. Паралельно грав у першості Вінницької області за вінницький «Інтеграл». Проте вінницька команда за підсумками швидкоплинного першого чемпіонату України вибула до першої ліги. Коваль грав у першій лізі у вінницькій команді до кінця 1992 року. після чого залишив команду. У 1994 році Ігор Коваль грав у складі аматорського клубу «Поділля» з Кирнасівки. У 1997—1998 роках Коваль грав у складі команди другої ліги «Фортуна» з Шаргорода. У сезоні 1999—2000 років Ігор Коваль грав у другій лізі в команді «Нива» (Вінниця), проте цього разу це був фарм-клуб головної вінницької команди, яка на той час мала назву ФК «Вінниця». Після завершення сезону 1999—2000 років Ігор Коваль закінчив виступи на футбольних полях.

## Після завершення виступів на футбольних полях
У 2005—2006 роках Ігор Коваль працював тренером у клубі другої ліги «Нива-Світанок» з Вінниці. Пізніше Коваль працював у вінницькій обласній ДЮСШ «Нива», обирався членом комітету ФФУ з юнацького футболу. Після реорганізації обласної ДЮСШ у Комунальний заклад «Вінницька обласна спеціалізована дитячо-юнацька спортивна школа з футболу імені Олега Блохіна та Ігоря Бєланова» у листопаді 2011 року Ігор Коваль призначений її директором, на цій посаді він працює натепер.